# Der Eigene
Der Eigene – pierwsze na świecie czasopismo LGBT, wydawane w latach 1896–1932 w Berlinie przez Adolfa Branda.

## Historia
Nazwa magazynu odnosi się do jednego z dzieł Maxa Stirnera, głównego teoretyka anarchizmu indywidualistycznego, pod tytułem Der Einzige und sein Eigentum. Wczesne edycje czasopisma prezentowały filozofię Stirnera i tematykę anarchizmu. W wydawnictwie można było także znaleźć poezję, prozę oraz akty fotograficzne. W czasopiśmie publikowali autorzy tacy jak Benedict Friedlaender, Klaus Mann i Thomas Mann, Theodor Lessing, Erich Mühsam czy Ernst Burchard.
Pierwsze dziesięć edycji magazynu ukazywało się raz na kwartał, później magazyn wychodził raz na miesiąc, niekiedy z przerwami. Wydawca czasopisma musiał stoczyć walkę z niemiecką cenzurą: w 1903 roku wiersz pod tytułem Die Freundschaft był powodem wytoczenia czasopismu procesu sądowego. Czasopismo wygrało proces, gdyż autorem wiersza jest Friedrich Schiller.

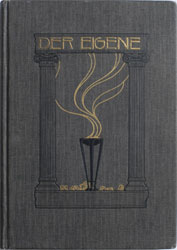
Wydanie czasopisma z 1906 r.

W 1933 roku, kiedy Adolf Hitler doszedł do władzy, wszystkie materiały potrzebne do wydawania magazynu zostały skonfiskowane.